# Каплицкий, Ян

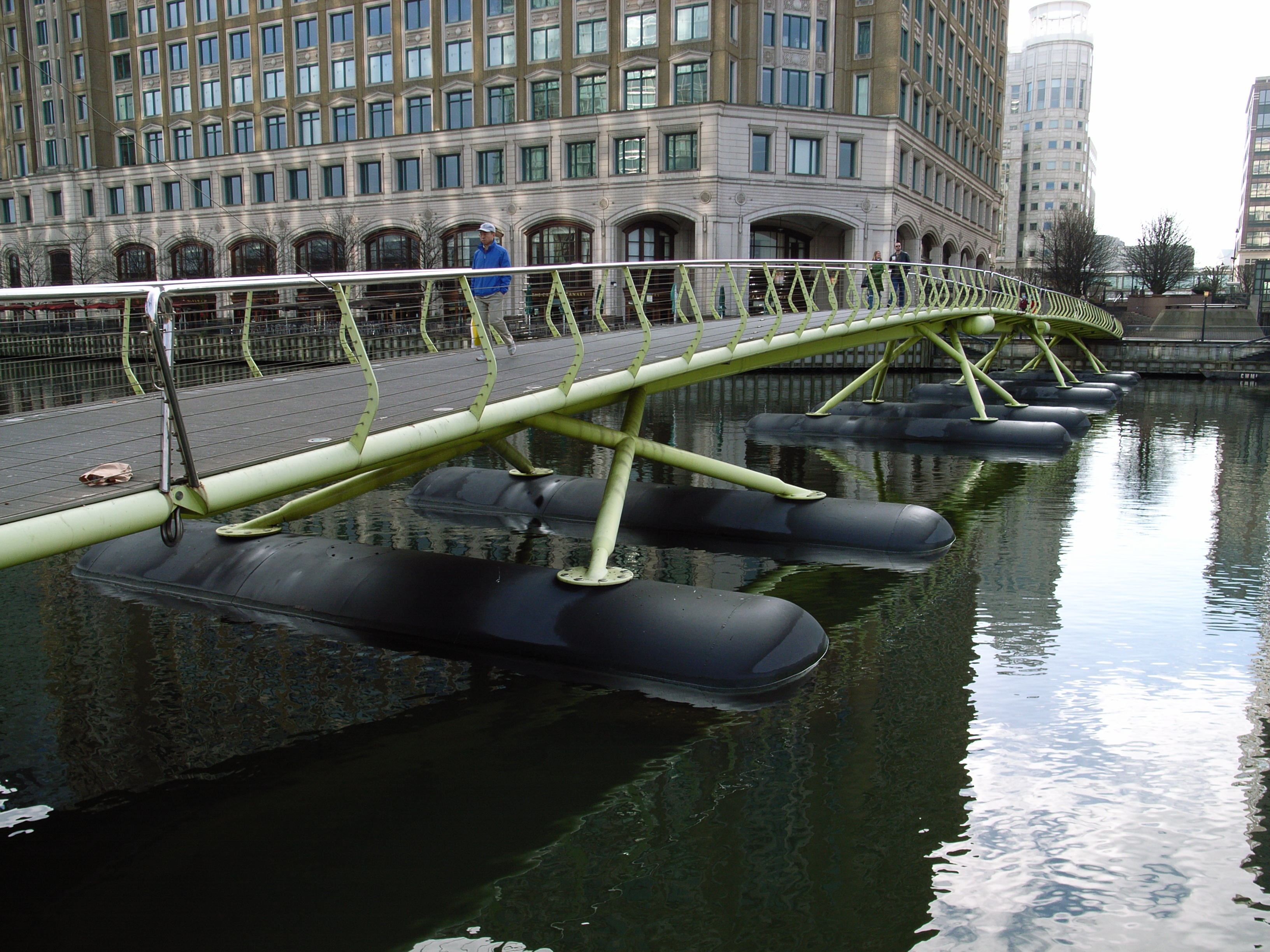
Мост в Лондоне строительство окончено в 1996 году

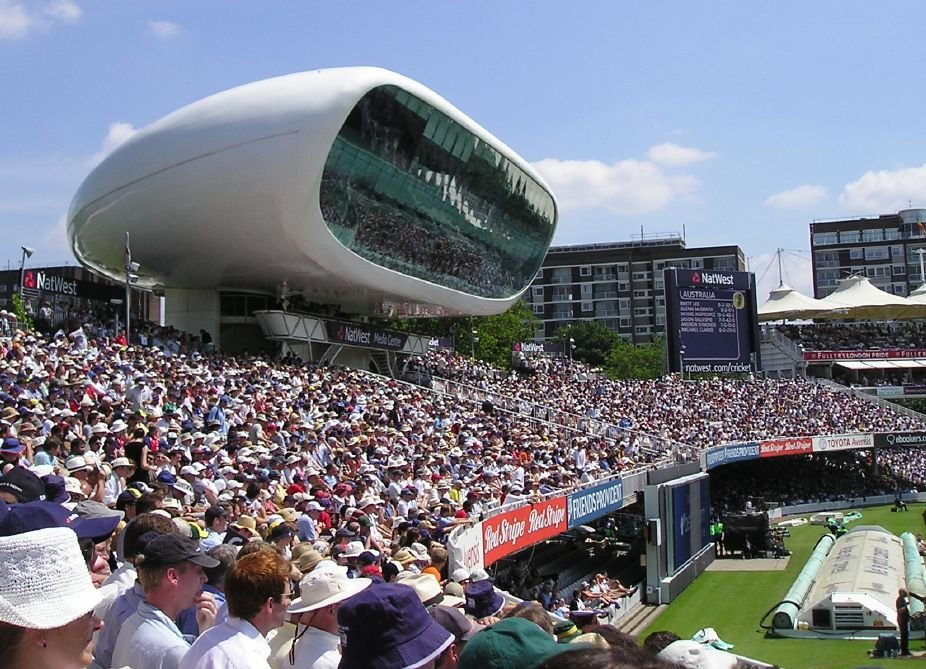
Пресс центр на крикетовом стадионе в Лондоне строительство окончено в 1999 году

Ян Ка́плицкий (чеш. Jan Kaplický; 18 апреля 1937[…], Прага[…] — 14 января 2009[…], Прага[…]) — чешский архитектор, большую часть жизни творивший в Англии.

## Биография
Ян Каплицкий родился в Праге в 1937 году в семье художников.
Его мать Иржина Каплицка (Jiřina Kaplická) была графиком, а отец Йозеф Каплицкий (Josef Kaplický) был живописец, скульптор и архитектор.
В 1962 году Ян Каплицкий окончил Высшую Художественно-Промышленную Школу в Праге. В сентябре 1968 года уехал в Лондон по политическим соображениям, где сотрудничал с разными архитектурными бюро, в том числе и с Foster and Partners, директором которого является сэр Норман Фостер. Внёс вклад в разработку проекта центр Помпиду в Париже.
Также сотрудничал с британским архитектором Ричардом Роджерсом.
В 1979 году Ян Каплицкий и Девид Никсон (David Nixon) организовали новое архитектурное бюро Future Systems. Новаторские проекты Каплицкого поражали заказчиков своей нетривиальностью и свободным обращением с формой. Несколько сооружений, построенных по его проектам, были отмечены международными наградами. Среди них самым крупным и знаменитым стало здание торгового центра Selfridges в Бирмингеме.

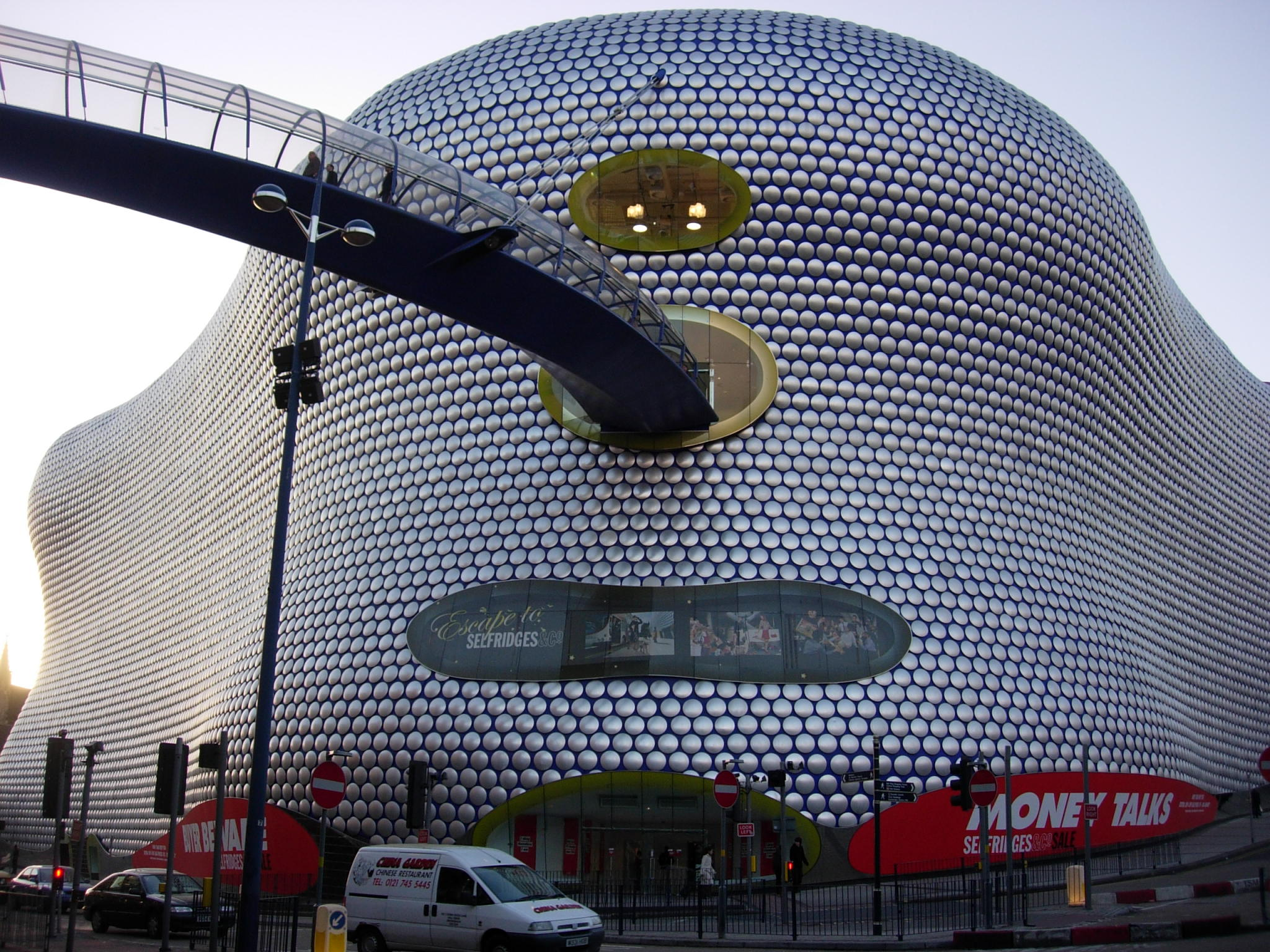
Здание торгового центра Selfridges в Бирмингеме строительство окончено в 2003 году

Большая часть проектов Future Systems так и осталась только в виде чертежей.

## Национальная библиотека в Праге
Футуристический проект нового здания Национальной библиотеки (Národní knihovna na Letné) в виде гигантского осьминога был заблокирован депутатами пражского городского совета в 2008 году. Сам же архитектор считал, что здание могло бы стать одним из самых красивых и гибких зданий чешской столицы. Проект Каплицкого победил в конкурсе, на который поступило более 400 заявок. Председатель жюри Ева Иржична (тоже британский архитектор чешского происхождения) заявила, что решение было принято единогласно. Множество архитекторов[кто?] считает, что столица проиграла бой за право называться городом, где не боятся современной архитектуры.
Яну Каплицкому была присуждена премия Министерства культуры Чешской Республики за вклад в изобразительное искусство и архитектуру.
Однако архитектор сообщил министру культуры Чехии Вацлаву Йеглитчке, что отказывается принимать подобную премию. Каплицкий заявил, что чешское правительство делает его вклад в чешскую архитектуру делом невозможным.

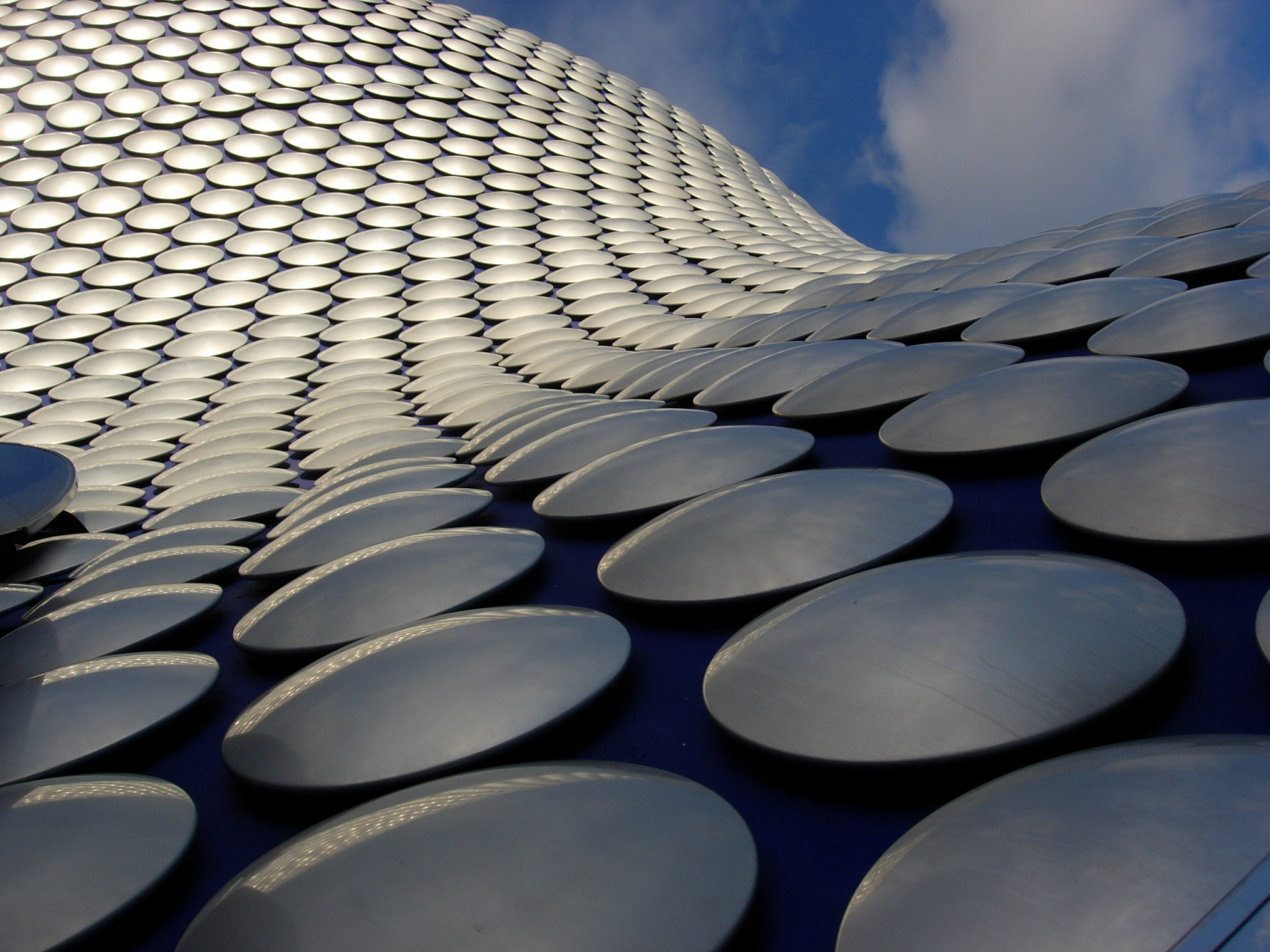
Титановые диски на стенах здания торгового центра Selfridges в Бирмингеме

## Стиль
Является представителем bio-tech архитектуры, которая берёт за основу эстетику форм биологических организмов. А также является одним из самых ярких представителей стиля блоб (blob — в переводе с английского — форма капли).